# Schnoor

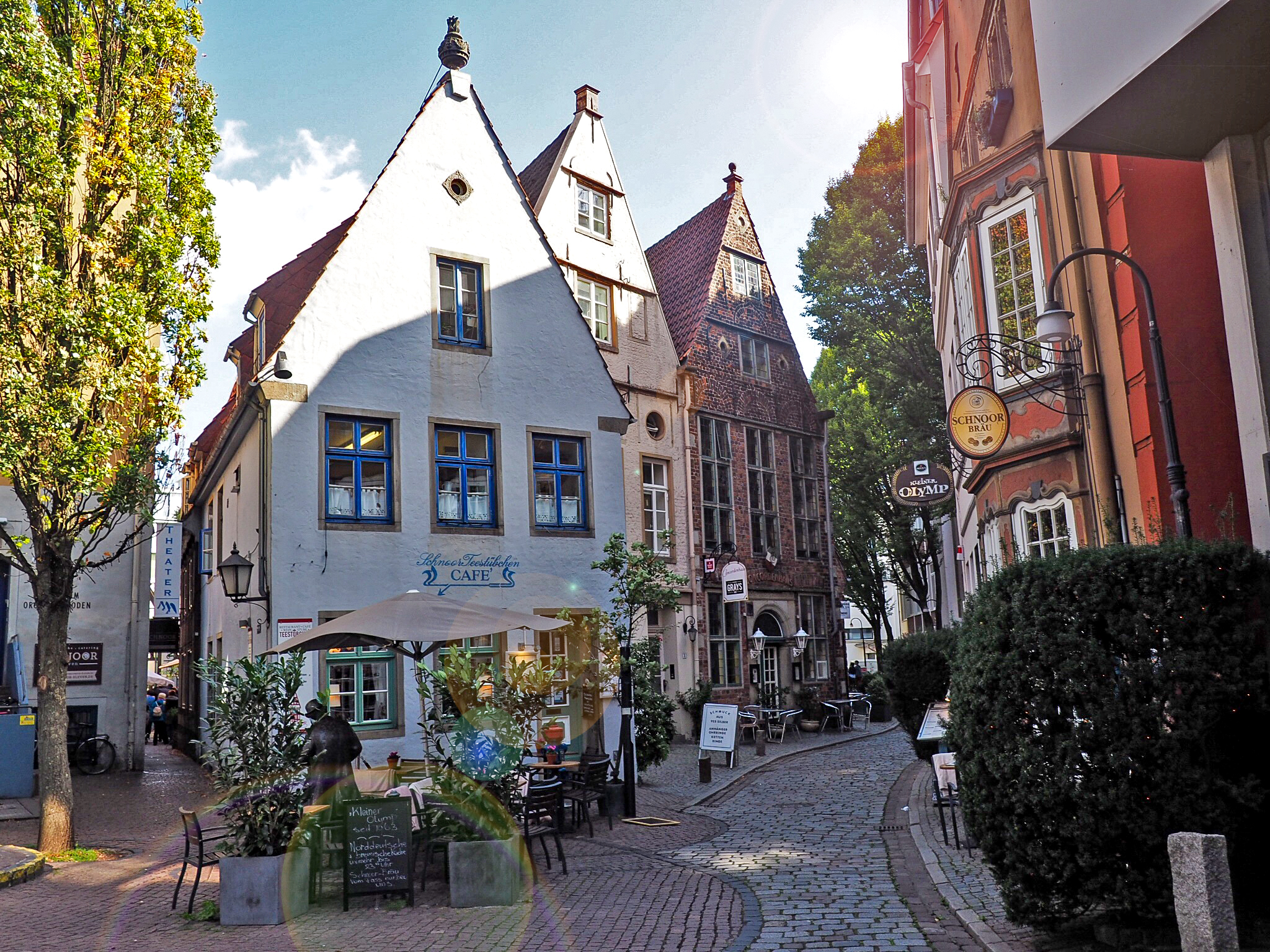
Schnoorviertel de Bremen

El Schnoor es un barrio del centro medieval de la ciudad alemana de Bremen, y la única parte de la misma que aún conserva un carácter medieval. El barrio debe su nombre a la tradición artesana relacionada con la marinería, los distintos callejones entre las casas a menudo se asociaban con oficios u objetos.
Schnoor es también el nombre de la calle principal del barrio.

## Historia
En la ciudad hanseática de Bremen, el Schnoor solía ser una de las zonas más pobres. Mientras que los ricos comerciantes vivían en calles como la Obernstraße ("calle superior") O en la Langenstraße ("calle larga", a lo largo del primer puerto de Bremen), el Schnoor se desarrolló como barrio de pescadores durante el siglo X. En la pequeña isla entre los ríos Weser y Balge. Los habitantes construyeron cabañas con techo de paja, que durante sus primeros siglos estuvieron expuestas a grandes inundaciones.
Aquí se estableció el primer servicio de ferry de Bremen, también alrededor del año 1240 se construyó el primer puente sobre el río Weser. Cerca de la zona llamada Marterburg se puede encontrar parte de una antigua muralla  y los restos de una torre redonda construida alrededor del año 1200.
En el siglo XIII se establecieron en el área los frailes franciscanos. durante las décadas siguientes, estos construirían la iglesia de San Juan.

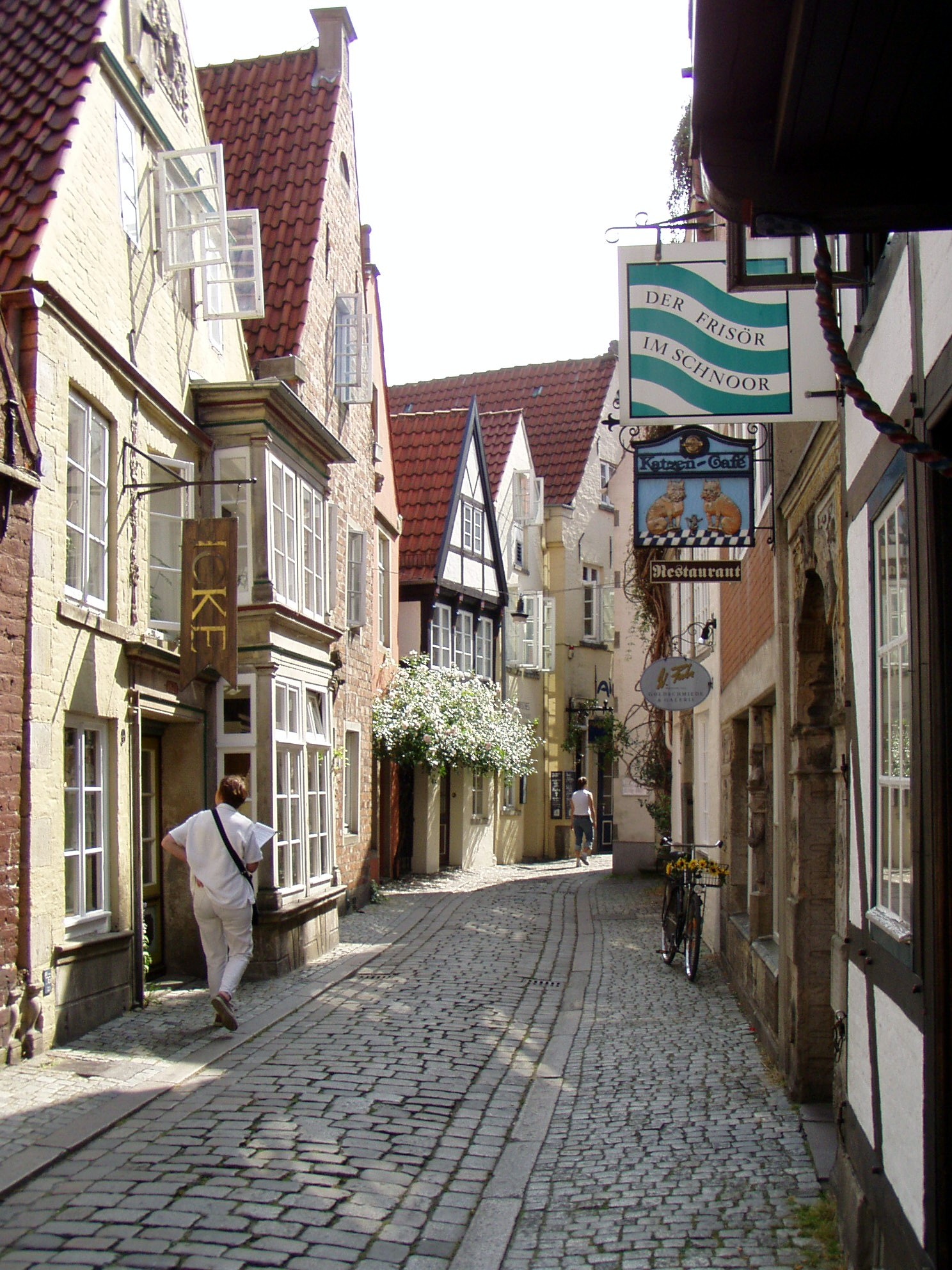
La calle Schnoor hoy

## Desarrollo
Hoy en día, las casas más antiguas datan del siglo XV. Aunque la mayoría son de los siglos XVII y XVIII. 
En otras partes de Bremen, el desarrollo urbanístico se produjo en forma de parcelas de 1km2 aproximadamente. Sin embargo, en el Schnoor las parcelas, con 55 metros cuadrados, apenas fueron lo bastante grandes para acomodar casas individuales.
Las calles, demasiado estrechas, no fueron adecuadas para el aumento del tráfico que se produjo en el siglo XIX. La zona era una de las más pobres de Bremen, por lo que los propietarios no podían permitirse renovar las viviendas antiguas.
Durante los bombardeos aliados de la Segunda Guerra Mundial, el Schnoor sólo sufrió daños leves, por lo que los propietarios de las casas tuvieron que pagar un Lastenausgleich a partir de 1945.
A mediados de la década de 1950 las casas estaban en un estado lamentable, por lo que en 1959, el Senado de la Ciudad Libre Hanseática de Bremen inició un programa para la restauración del área del Schnoor. Se impulsó a los propietarios de viviendas a reformar los edificios deteriorados con subsidios financieros del estado de Bremen. Este desarrollo contrastó con las prácticas comunes en otros muchos pueblos y ciudades de Alemania y Europa hasta finales de los años setenta.
El asunto de la conservación del Schnoor dio un vuelco con la Carta de Venecia para la Conservación y Restauración de Monumentos y Sitios (1964), según la cual, el Schnoor se convirtió en un distrito histórico en 1973, bajo la conservación oficial de patrimonio a través de la Autoridad Estatal de conservación de Monumentos. 
Uno de los edificios más célebres que aún se conserva en su estado original es la Schifferhaus, en la calle Stavendamm . Otro edificio antiguo famoso es el Landherrnamt (1856), que antiguamente albergaba las autoridades administrativas del estado de Bremen. 
En el Schnoor también se encuentra el Birgittenkloster (Convento de Santa Brígida). Es un pequeño convento Brígida fundado en octubre de 2002.  Al igual que la Iglesia de San Juan, un edificio protegido cuya historia se remonta al siglo XIV. 